# 伞花木姜子
伞花木姜子（学名：Litsea umbellata）为樟科木姜子属下的一个种。也称米打东。